# Urosaurus clarionensis
Urosaurus clarionensis är en ödleart som beskrevs av  Townsend 1890. Urosaurus clarionensis ingår i släktet Urosaurus och familjen Phrynosomatidae. Inga underarter finns listade i Catalogue of Life.
Exemplarens huvud är 14 mm långt och 10,5 mm brett, längden utan svans är 54,5 mm och bakbenen är 41 mm långa. Individer av hankön som förvaras i alkohol är blå på ryggen och på buken. Extremiteterna har gråa eller svarta ringar.
Arten förekommer endemisk på den mexikanska ön Clarión som ligger flera hundra kilometer ifrån fastlandet. Öns högsta punkt ligger 300 meter över havet. Landskapet utgörs av torra tropiska skogar. Honor lägger ägg.
Beståndet hotas av militära aktiviteter på ön samt av introducerade fiender och konkurrenter som tamkatt, brunråtta och gris. IUCN kategoriserar arten globalt som sårbar.